# Ziynet Sali

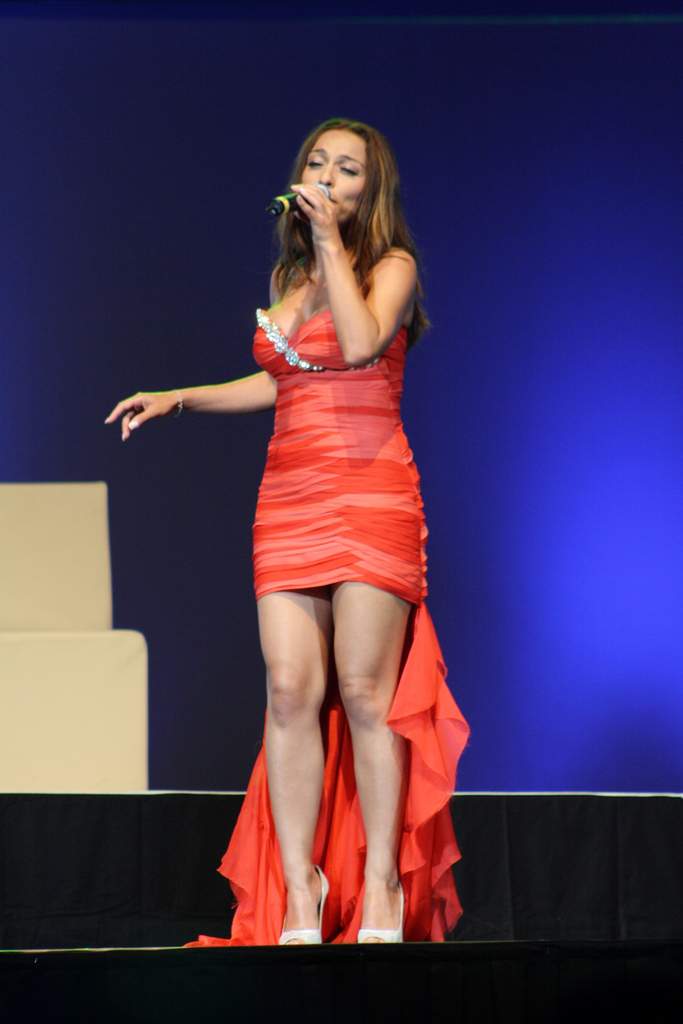
Ziynet Sali, 2010

Ziynet Sali Safter (* 29. April 1975 in Nikosia) ist eine türkisch-zyprische Pop-Sängerin.

## Leben und Karriere
Salis Eltern zogen zunächst nach Manchester, bevor sie im türkisch-zyprischen Agia (Dilekkaya) ihre Jugend verbrachte.
In ihrer bisherigen Musiklaufbahn machte sie mit zahlreichen Hits wie Beş Çayı, Rüya, Alışkın Değiliz, Ağlar Mıyım?, Deli Divanenim, Bana da Söyle, Yara oder Kalbim Tatilde auf sich aufmerksam.
Sali singt sowohl auf Türkisch als auch auf Griechisch.

## Diskografie

### Alben
- 2001: Ba-Ba
- 2004: Amman Kuzum
- 2006: Mor Yıllar
- 2008: Herkes Evine
- 2012: Sonsuz Ol
- 2014: Bugün Adım Leyla
- 2015: No 6
- 2021: Yaşam Çiçeği

### Weitere Alben
- 2005: Chiculata+1 (Remixalbum)
- 2009: Bizde Böyle + Herkes Evine (Kompilation)
- 2011: Collection (Kompilation)
- 2012: Sonsuz Ol + Remixes (Remixalbum)
- 2013: Bir Akdeniz Rüyası (Livealbum)

### Singles
| - 2001: Ba-Ba (Original: Despina Vandi – A Pa Pa) - 2004: Yürek Yaralı Büyüyor - 2004: Amman Kuzum - 2005: Chiculata (Original: Giorgos Xanthiotis – Chiculata Chikita) - 2006: Zordur Oğlum - 2006: Mor Yıllar - 2007: Alim - 2007: Kanaryam - 2008: Herkes Evine - 2008: Beş Çayı - 2009: Canımın Yoldaşı Ol (mit Serkan Çağrı) - 2009: Hava Hoş - 2009: Bizde Böyle (Hintergrundstimme: Mustafa Ceceli) - 2009: Rüya (Hintergrundstimme: Sinan Akçıl) - 2010: Bize Yeter - 2010: Dolaşayım Damarlarında (mit Enbe Orkestrası) - 2010: Sen Mutlu Ol (mit Ozan Doğulu) - 2011: Müptelayım Sana (mit Ozan Doğulu) - 2011: Bana Uyan (mit Sinan Akçıl) - 2012: Sevenler Ağlarmış (mit Hüseyin Karadayı) - 2012: Favori Aşkım (Original: Helena Paparizou – Mambo) - 2012: Alışkın Değiliz - 2012: Yanabiliriz - 2012: Herşey Güzel Olacak - 2013: Yine Geceler - 2013: Senin Olsun - 2013: Deli (Original: Pritam Chakraborty – Aahun Aahun) - 2013: Gelemiyorum Yanına - 2014: Bugün Adım Leyla - 2014: Naparsan Yap (mit Ozan Doğulu; Original: Paola – Gine Mazi Mou Ena) - 2015: Follow Me (mit GülSara) - 2015: Mevsimsizim (Original: Locomondo – Magiko Xali) - 2015: Dağınık Yatak - 2016: Çeyrek Gönül - 2016: Başrol (Original: Giorgos Tsalikis & Nikos Zoidakis – Tha Girise O Trohos) - 2016: Yağmur (mit Ozan Doğulu) | - 2016: İstanbul (mit Enbe Orkestrası & Hayyam Nisanov) - 2017: Bir Melekten Hediye (mit Enbe Orkestrası) - 2017: Deli Miyim Ben - 2017: Bi Büyük Devirdik - 2017: Ağlar mıyım? Ağlamam - 2017: Magic (mit Marshall) - 2018: Deli Divanenim - 2018: Hadi Hoppalara (mit Berk Coşkun, Original: Murad Arif – Oppalara) - 2018: Bir Gönül Sayfası (mit Rubato) - 2018: Sanane Be - 2018: Hasret - 2019: Bana da Söyle - 2019: Etme Eyleme (mit Erol Evgin) - 2020: Ömrüm - 2020: Yara (mit Bilal Sonses) - 2020: Kalbim Tatilde - 2021: Efkarım Var - 2022: Sana Doyamıyorum - 2022: Asrın Hatası - 2022: Bozulmuş Kalbim (mit Semicenk & Ilkan Gunuc) - 2022: Aşk Nerede - 2023: Bir Kızıl Goncaya Benzer Dudağın (Akustik) - 2023: Geçmesin Günümüz (Akustik) - 2023: Entarisi Ala Benziyor / Erkilet Güzeli (Akustik) - 2023: Duy İstanbul - 2023: Adresi Sormadım - 2023: Fikrimin İnce Gülü (Akustik) - 2023: Belalım Benim - 2024: İmkânsız Bir Aşk Denir - 2024: Daha Nasıl Sevebilirim - 2024: Yandım Ateşinle - 2024: Bronz Ten - 2024: Müptelanım Bilgine - 2025: Uyku Tutmadı - 2025: Bir Garip Olur İçim - 2025: Kadere Bak (mit Çelik) - 2025: Aşkın Yenisi (mit Rıza Sarıtaş) |

Quelle:

## Filmografie
Filme
- 2007: Son Osmanlı Yandım Ali

Serien
- 2006: Cennet Mahallesi
- 2007: Arka Sokaklar
- 2007: Kartallar Yüksek Uçar
- 2009: Geniş Aile

## Auszeichnungen
- 2013: Kral Türkiye Müzik Award in der Kategorie Bestes Musikvideo (für Herşey Güzel Olacak)